# Alfons Demming
Alfons Demming, né le 29 février 1928 à Südlohn en Allemagne et mort le 31 octobre 2012  à Münster en Allemagne, fut évêque auxiliaire du diocèse de Münster.

## Biographie
Alfons Demming est le sixième des sept fils issus du mariage entre le peintre Franz Demming et son épouse Elizabeth. Son frère deuxième plus jeune de la famille devient pasteur de Borken près de Lüdinghausen.
Demming a étudié la philosophie à l'ancien collège Pie et la théologie catholique à l'université Albert Ludwigs de Fribourg. Le 21 décembre 1953, il est ordonné prêtre par l'évêque du diocèse de Münster, Michael Keller (de).
En 1976, le pape Paul VI le nomme évêque titulaire de Gordus (de) et évêque auxiliaire du diocèse de Münster.
Il meurt le 31 octobre 2012 à Münster des suites d'une maladie cardiaque et rénale.